# Ooencyrtus pacificus
Ooencyrtus pacificus är en stekelart som beskrevs av James Waterston 1915. Ooencyrtus pacificus ingår i släktet Ooencyrtus och familjen sköldlussteklar.
Artens utbredningsområde är:
- Fiji.
- Guam.

Inga underarter finns listade i Catalogue of Life.